# Cinema Toast
Cinema Toast es una serie de antología televisiva de 2021 creada por Jeff Baena y Duplass Brothers Productions, que se emitió en Showtime. Sus episodios independientes utilizan imágenes de películas antiguas recortadas y superpuestas con nuevos diálogos de varias estrellas para contar nuevas historias. Cada episodio tiene un director y escritores diferentes. Además de ser productor ejecutivo de la serie, Baena escribió y dirigió el primer episodio.

## Producción
Cuando la pandemia de COVID-19 paralizó la producción cinematográfica, Baena tuvo que pausar la producción de Hazme girar, que se iba a filmar en Italia. Durante el confinamiento, Baena y su pareja Aubrey Plaza vieron muchas películas antiguas. Se «devanó los sesos para encontrar una manera de seguir creando», y se le ocurrió la idea de tomar material de dominio público y remodelarlo «en algo trascendente que se extienda más allá de una simple curiosidad cómica». Durante un juego de póquer en línea en marzo de 2020, Baena bromeó con sus amigos que estaba considerando hacer algo similar a la película de Woody Allen de 1966, What's Up, Tiger Lily?, que había recortado y doblado una película entonces reciente. A sus amigos les pareció divertida la idea y más tarde esa noche empezó a considerarla seriamente; planeaba reelaborar viejas imágenes para convertirlas en nuevos géneros, sin ser irónico ni burlarse del proceso de recreación. Dijo que no quería hacer algo como Mystery Science Theater 3000. Luego se lo propuso a Plaza como un proyecto de sobregrabación, aunque sintieron que «las reglas [eran] ilimitadas» en cuanto a lo que realmente podían hacer con el material, y trajeron a los hermanos Duplass (Mark y Jay), sus productores de Horse Girl y Hazme girar.
Los productores querían diversificar intencionalmente los directores y actores involucrados, en comparación con los creadores predominantemente blancos y hombres del material de dominio público que se estaba utilizando, y se comprometieron a tener al menos un 50% de directoras y a utilizar personas de color como actores de voz.
Baena también quería mejorar la reputación de las películas de dominio público e inspirar a la gente a involucrarse con el cine clásico, diciendo que su estatus puede ser tratado «como un orfanato» y citando cómo las películas clásicas a menudo han pasado al dominio público debido a problemas administrativos o legales. Inicialmente había planeado utilizar Invasion of the Bee Girls para su episodio, pero durante la preproducción comenzó a transmitirse en Amazon Prime Video; las plataformas de transmisión a menudo aprovechan las películas de dominio público, y Baena también se sorprendió de que La noche de los muertos vivientes estuviera disponible para su uso. Había trabajado con un servicio de licencias para buscar en vastas colecciones de distintos materiales de dominio público, con alrededor de 800 para elegir; Showtime luego licenció una selección de películas para el proyecto.
Los realizadores del proyecto fueron en su mayoría personas que Baena ya conocía, la mitad de los cuales ya estaban a bordo en mayo de 2020. Con los nombres conectados y una estructura establecida, los productores presentaron el proyecto y lo vendieron a Showtime en el verano de 2020. Baena compartió el material con los escritores y directores para que todos «crearan una historia totalmente original», y los emparejó con los editores. Los escritores-directores abordaron el proyecto de manera diferente: algunos (como Baena) encontraron una sola película y la cortaron para crear una nueva narrativa, otros escribieron una historia original y «luego [se embarcaron] en una juerga de detectives para encontrar material» que encajara, y Plaza se concentró en una actriz (Loretta Young) y el material disponible de ella. Al preparar su propio episodio, Baena vio la película (en lugar de elegir Made for Each Other) sin sonido, para poder tener una idea de la historia y proyectar sus propias ideas en ella;  tuvo dos días para escribir su episodio entre la compra de Invasion of the Bee Girls por parte de Amazon y su sesión de grabación programada.  «The Cowboy President», escrito por Ethan Sandler y Jay Duplass, está basado en una historia real de agentes que consideraban si Ronald Reagan no era apto para ser presidente. La grabación comenzó alrededor de octubre de 2020.
Plaza hizo su debut como directora creando un episodio, y solo aceptó hacerlo porque se inspiró en las imágenes de Loretta Young en Eternally Yours mientras miraba el material previamente autorizado. Aunque Plaza había planeado hacer algo cómico, su episodio fue mucho más oscuro, lo que bromeó que pudo haber sido porque 2020 fue tan oscuro, pero también reflejó que se basó en investigar a Young y «leer cosas que eran realmente perturbadoras». Mel Eslyn, una productora ejecutiva a quien también se le dio la oportunidad de escribir y dirigir, se inspiró en la pregunta de «qué sucede después de que aparecen los créditos finales», reeditando Beast from Haunted Cave para mostrar que los cazadores de monstruos luchan con TEPT después de su misión.

## Lanzamiento
Showtime ordenó diez episodios; todos escritos y dirigidos por diferentes cineastas independientes, la serie tiene formato de antología. Los diez episodios se lanzaron para transmisión el 20 de abril de 2021, y se emitieron semanalmente en pares en Showtime, a partir del 20 de abril. Estuvo disponible para transmitir en Crave en Canadá al mismo tiempo.
La serie se emitió en Paramount+ en las regiones nórdicas desde el 1 de julio de 2021, y en M-Net en Sudáfrica semanalmente los viernes a partir del 26 de noviembre de 2021.

## Respuesta crítica
Christian Gallichio para The Playlist escribió que «cada episodio se desvía salvajemente a través de intereses, géneros e incluso formas con resultados decididamente mixtos»; destacó algunos episodios sobresalientes, pero sintió que las opiniones de la audiencia diferirían según los gustos; concluyó que era «uno de los mejores proyectos inspirados en la pandemia que han surgido». Belen Edwards de Mashable escribió que el programa era «algo maravilloso y un poco loco, con grandes cantidades de complejidad emocional en su núcleo». Jade Budowski de Decider «se sorprendió gratamente» por la singularidad del programa, la edición de calidad y el comentario social en episodios cortos, especialmente en un panorama de streaming sobresaturado. Ella estuvo de acuerdo en que diferentes episodios pueden atraer a diferentes espectadores, pensando que esto era un beneficio de la serie, y elogió la elección de los actores de voz.
Shelagh Rowan-Legg, de ScreenAnarchy, consideró que «la serie funciona mejor cuando es más experimental en los clips seleccionados y en cómo se reconfiguran en una nueva historia», destacando ciertos episodios por sus usos particularmente creativos de la forma cinematográfica y criticando a varios de los otros por ser menos inventivos. Dijo que las actuaciones de voz eran fuertes, pero la mayoría de los episodios serían mejores si fueran más cortos. A Aaron Barnhart de Primetimer le gustó que el tono del programa «pasara del sarcasmo de Adult Swim al conmovedor drama televisivo». Pensó que fue inteligente tener el episodio de Baena, que describió como el más accesible del programa, como el primero antes de ser seguido por el episodio mucho más extraño de Alex Ross Perry. Barnhart se mostró menos impresionado por los episodios que utilizaban «los gags obvios», pero opinó que cualquier pensamiento de desigualdad «pasaría por alto el propósito de la serie en primer lugar».